# Zach Blair

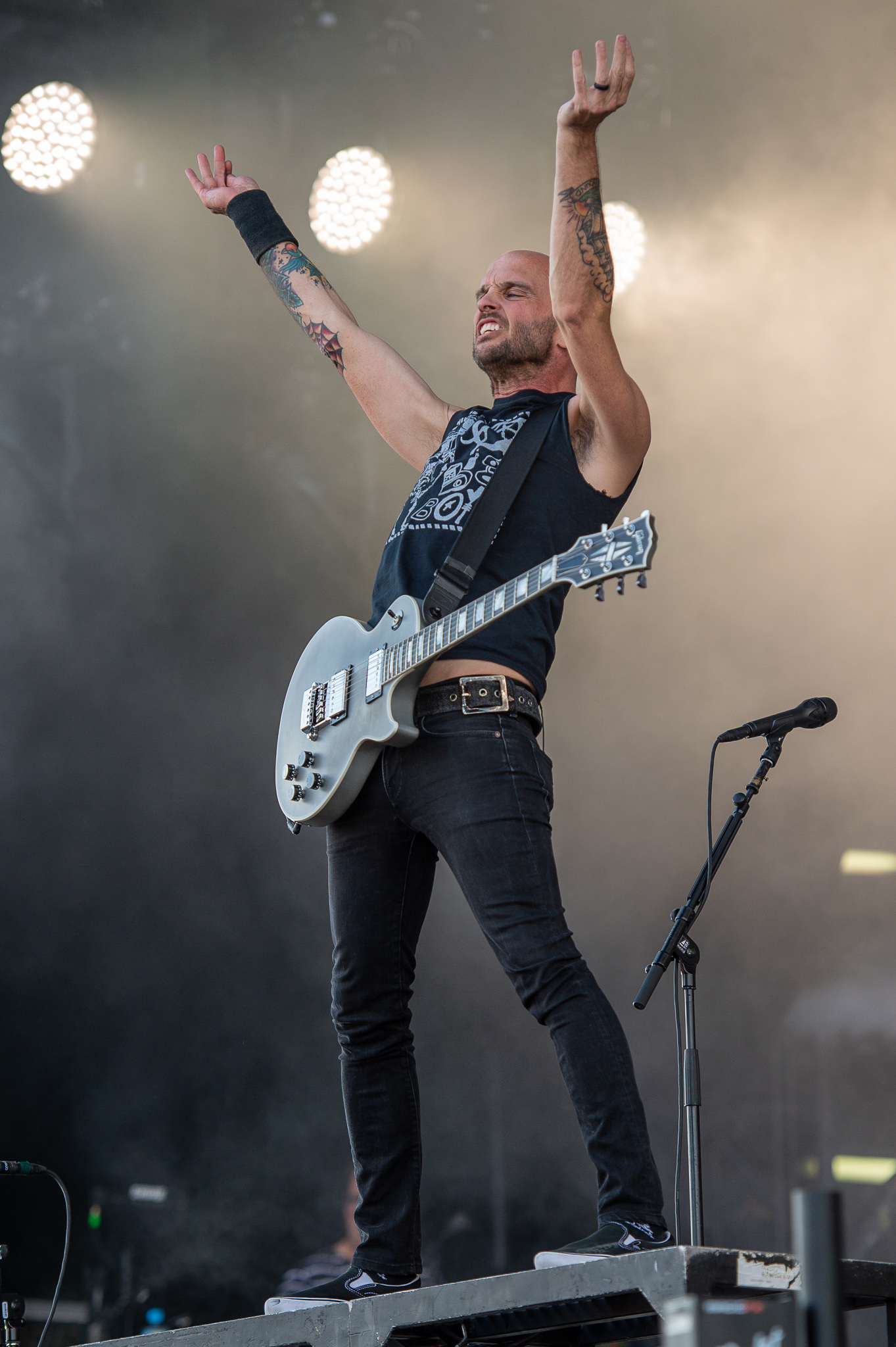
Zach Blair (Rock im Park, 2018)

Zachariah Joaquin „Zach“ Blair (* 26. Dezember 1974 in Sherman, Texas) ist der Leadgitarrist und Background-Sänger der amerikanischen Punk/Hardcore-Band Rise Against.

## Karriere
Seine ersten musikalischen Erfahrungen sammelte Zach Blair 1998 als Gitarrist der Band Adventures of Jet. Nach der Highschool zog Blair gemeinsam mit seinem Bruder Doni nach Dallas und gründete dort die Bands Hagfish und Armstrong. 2003 traten beide Brüder der Band Only Crime bei. Zach Blair spielte von 1999 bis 2002 zudem als Flattus Maximus in der Heavy-Metal-Band Gwar. 2013 kehrte er für das Album Battle Maximus zu Gwar zurück.

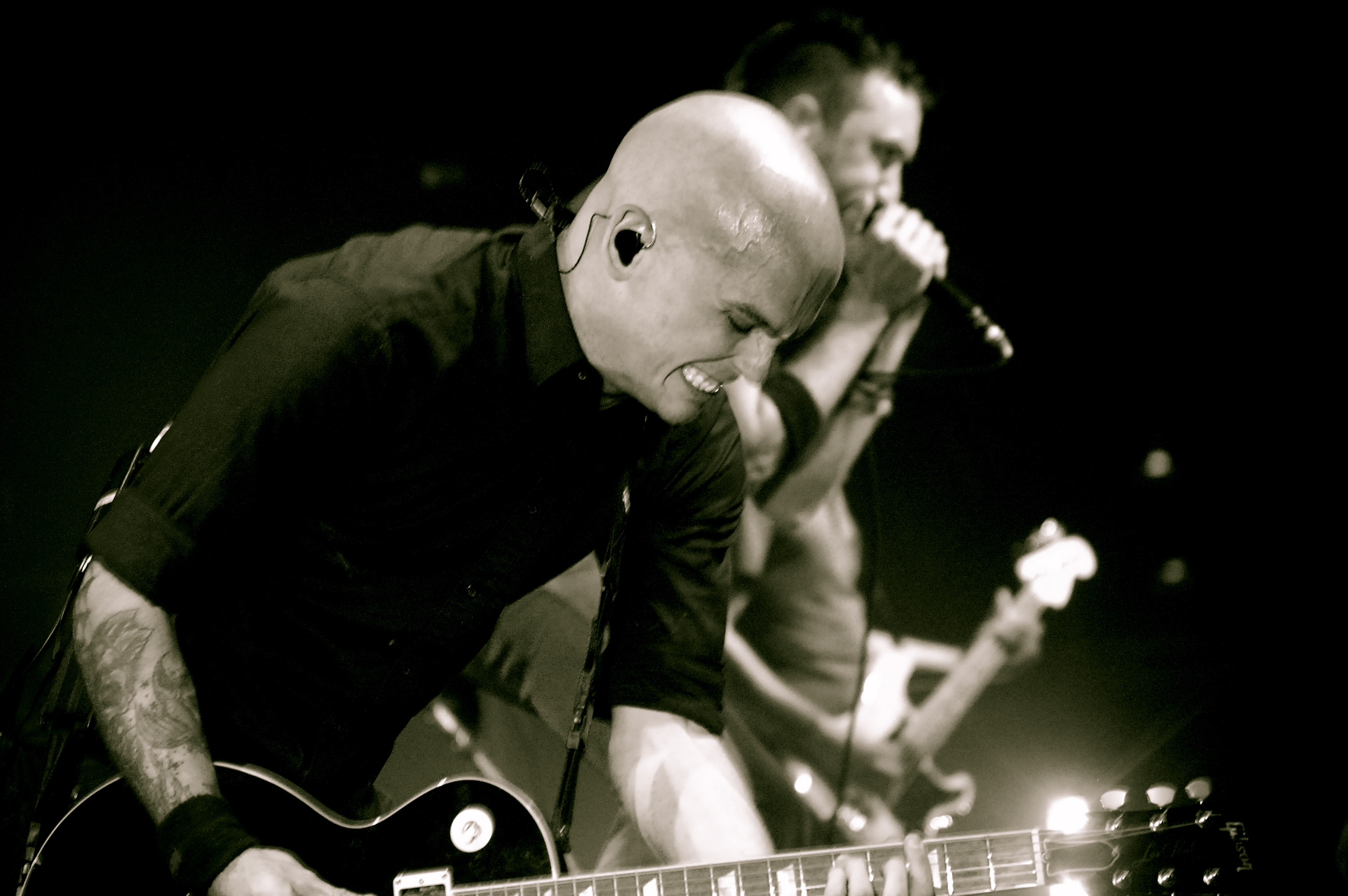
Zach Blair, Tim McIlrath (2008)

2007 ersetzte er bei Rise Against um Frontmann Tim McIlrath den damaligen Leadgitarristen Chris Chasse. Gemeinsam mit Rise Against veröffentlichte Blair bisher 5 Studioalben.

## Equipment
Zu Beginn seiner musikalischen Laufbahn spielte Blair ausschließlich Gitarren des Typs SG der Marke Gibson und folgte so seinen Idolen Angus Young, Pete Townshend und Tony Iommi. Mittlerweile bevorzugt er allerdings Gitarren des Typs Les Paul. Als Hauptgitarre verwendet Blair eine schwarze Gibson Les Paul Custom mit Pickups von Seymour Duncan. Als Verstärker nutzt Blair vor allem die Marken Marshall und Rivera.

## Diskografie
| Hagfish | Armstrong                       | Gwar                                                                                         | Only Crime                               | Rise Against |
| --- | ------------------------------- | -------------------------------------------------------------------------------------------- | ---------------------------------------- | --- |
| - Buick Men (1993) - Rocks Your Lame Ass (1995) - Hagfish (1998) - Caught Live (1999) - That was Then, This is Then (2001) | - Dick, the Lion-Hearted (2002) | - You're All Worthless and Weak (2000) - Violence Has Arrived (2001) - Battle Maximus (2013) | - To the Nines (2004) - Virulence (2007) | - Appeal to Reason (2008) - Endgame (2011) - The Black Market (2014) - Wolves (2017) - The Ghost Note Symphonies, Vol. 1 (2018) - Nowhere Generation (2021) - Nowhere Generation II (2022) |